# Macleodiella electrina
Macleodiella electrina — викопний вид сітчастокрилих комах нез'ясованого таксономічного статусу, що існував у крейдовому періоді (99 млн років тому). Відомий з решток личинки першої стадії (німфи), що знайдена у бірманському бурштині. За зовнішнім виглядом личинки вид можна однозначно ідентифікувати як представника підряду Myrmeleontiformia. До якої родини належить вид незрозуміло.